# Esmay Bruil
Esmay Bruil is een Nederlands voetbalspeelster. Bruil speelde voornamelijk voor sc Heerenveen in de Eredivisie. In seizoen 2016–17 scheurde ze haar kruisband, waardoor ze de rest van het seizoen niet meer kon spelen. In seizoen 2017–18 speelde ze voor Achilles '29, maar hier werd ze enkel eenmaal als wisselspeler opgesteld.

## Statistieken
| Seizoen | Club          | Land      | Competitie | Wedstrijden | Doelpunten |
| ------- | ------------- | --------- | ---------- | ----------- | ---------- |
| 2013/14 | sc Heerenveen | Nederland | Eredivisie | 0           | 0          |
| 2014/15 | sc Heerenveen | Nederland | Eredivisie | 0           | 0          |
| 2015/16 | sc Heerenveen | Nederland | Eredivisie | 9           | 0          |
| 2016/17 | sc Heerenveen | Nederland | Eredivisie | 1           | 0          |
| 2017/18 | Achilles '29  | Nederland | Eredivisie | 0           | 0          |
| 2018/19 | sc Heerenveen | Nederland | Eredivisie | 12          | 0          |
| 2019/20 | sc Heerenveen | Nederland | Eredivisie | 1           | 0          |
| Totaal  | Totaal        | Totaal    | Totaal     | 23          | --         |

Laatste update: september 2020
1 Resink ·
3 Meijer ·
4 Smits ·
5 Teijema ·
6 Schouwstra ·
8 De Haas ·
9 Maatman ·
10 Van Beijeren ·
11 Iedema ·
12 Appelmann ·
13 Van Rheenen ·
14 Van Vilsteren ·
15 Macleane ·
15 Brouwer ·
16 Nassette ·
17 Udink ·
18 Kerkhof ·
20 Stockmar ·
21 Maass ·
22 Thurkow ·
24 Werther ·
25 Zwart ·
25 Speek ·
30 Faber ·
32 Van der Velde ·
36 Biegbudu ·
38 Hiemstra ·
Coach: Tarvajärvi